# 喙赤瓟
喙赤瓟（学名：Thladiantha henryi var. verrucosa）为葫芦科赤瓟属下的一个变种。

## 扩展阅读
- 維基物種上的相關：喙赤瓟